# 吉林敦化农村商业银行
吉林敦化农村商业银行股份有限公司（简称“敦化农商行”；中国朝鲜语： Tonhwa Nongch'on Sangŏb Ŭnhaeng）是一家位于中国吉林省敦化市沿江路1555号的农村商业银行。

## 历史
前身是敦化市农村信用合作联社，成立于1959年。
2010年中国银行业监督管理委员会下发了《关于高风险农村信用社并购重组的指导意见》（银监发【2010】71号），定义监管评级为六级的农村信用社，以及监管评级为五B级且主要监管指标呈下行恶化趋势的农村信用社为高风险农村信用社。延边农村商业银行为主发起，牵头其他出资方共计出资6亿元全资併購“敦化市农村信用合作联社”，组建吉林敦化农村商业银行有限责任公司。根据《中国银监会关于筹建吉林敦化农村商业银行股份有限公司的批复》(银监复【2013】470号)，2013年11月20日正式挂牌改制为农商行。注册资本4亿元，设1个总行营业部、20个支行、19个分理处和3个储蓄所。员工总数485人。各项存款76亿元，各项贷款35亿元。董事长高广岌。延边农商行出资51%，吉林宏威公路建设有限公司、敦化茂霖水能上沟发电公司、延边兴旺房地产开发公司、吉林敖建建工集团公司、敦化市林业局、吉林省东北亚药业公司分别出资9.75%、9.75%、9.75%、9%、7.5%、3.25%。
截至2015年末，资产总额达到170.4亿元，各项存款105.8亿元，各项贷款69.6亿元，不良贷款率1.95%，拨备覆盖率245%。

## 网点分布
设有16家支行。